# Puma Yumco
Puma Yumco (kinesiska: 普莫雍错, 珀莫错, Pumo Yongcuo) är en sjö i Kina. Den ligger i den autonoma regionen Tibet, i den sydvästra delen av landet, omkring 140 kilometer sydväst om regionhuvudstaden Lhasa. Puma Yumco ligger 5 013 meter över havet. Arean är 284 kvadratkilometer. Den sträcker sig 14,3 kilometer i nord-sydlig riktning, och 29,8 kilometer i öst-västlig riktning.
Genomsnittlig årsnederbörd är 1 019 millimeter. Den regnigaste månaden är juli, med i genomsnitt 227 mm nederbörd, och den torraste är december, med 6 mm nederbörd.